# Lawina błotna w Afganistanie (2014)
Lawina błotna w Afganistanie – lawina błotna, która zeszła 2 maja 2014 roku w afgańskim powiecie Argo prowincji (wilajetu) Badachszan. Lawinę spowodowały trwające od kilku dni opady deszczu. W katastrofie zginęło ponad 2100 osób.